# 南小国村
南小国村（みなみおぐにむら）は、山形県西置賜郡にあった村。

## 沿革
- 1889年4月1日 - 町村制施行に伴い、玉川村、足野水村、市野沢村、百子沢村、菅沼村、滝倉村、足水中里村、玉川中里村、樽口村、片貝村、中田山崎村、泉岡村、小玉川村が合併して西置賜郡南小国村が成立。
- 1954年3月31日 - 小国町、北小国村と合併し、改めて小国町が発足。同日、南小国村廃止。